# Cubanops alayoni
Cubanops alayoni (лат.) — вид мелких пауков рода Cubanops из семейства Caponiidae. Северная Америка: Кубы. Длина самцов и самок около 3 мм. На головогруди имеют только 2 глаза. Вид Cubanops alayoni был впервые описан в 2010 году кубинским зоологом Александром Санчес-Руисом (Alexander Sánchez-Ruiz; Centro Oriental de Ecosistemas y Biodiversidad, Museo de Historia Natural «Tomás Romay», Сантьяго-де-Куба, Куба), американским арахнологом Норманом Платником (Norman I. Platnick; р.1951; Американский музей естественной истории, Манхэттен, Нью-Йорк, США) и канадским арахнологом Надин Дюперре (Nadine Dupérré). Cubanops alayoni включён в состав рода Cubanops Sánchez-Ruiz, Platnick & Dupérré, 2010 вместе с Cubanops andersoni, Cubanops armasi, Cubanops bimini, Cubanops darlingtoni, Cubanops granpiedra, Cubanops juragua и другими видами. Вид C. alayoni назван в честь Giraldo Alayón García.